# Bełcz Górny
Bełcz Górny es una localidad del distrito de Góra, en el voivodato de Baja Silesia (Polonia). Se encuentra en el suroeste del país, dentro del término municipal de Wąsosz, a unos 8 km al noroeste de la localidad homónima y sede del gobierno municipal, a unos 10 al sudeste de Góra, la capital del distrito, y a unos 61 al noroeste de Breslavia, la capital del voivodato. Bełcz Górny perteneció a Alemania hasta 1945.
- Datos: Q4900409